# Boloria
Boloria är ett släkte av fjärilar som beskrevs av Moore 1900. Boloria ingår i familjen praktfjärilar.

## Bildgalleri

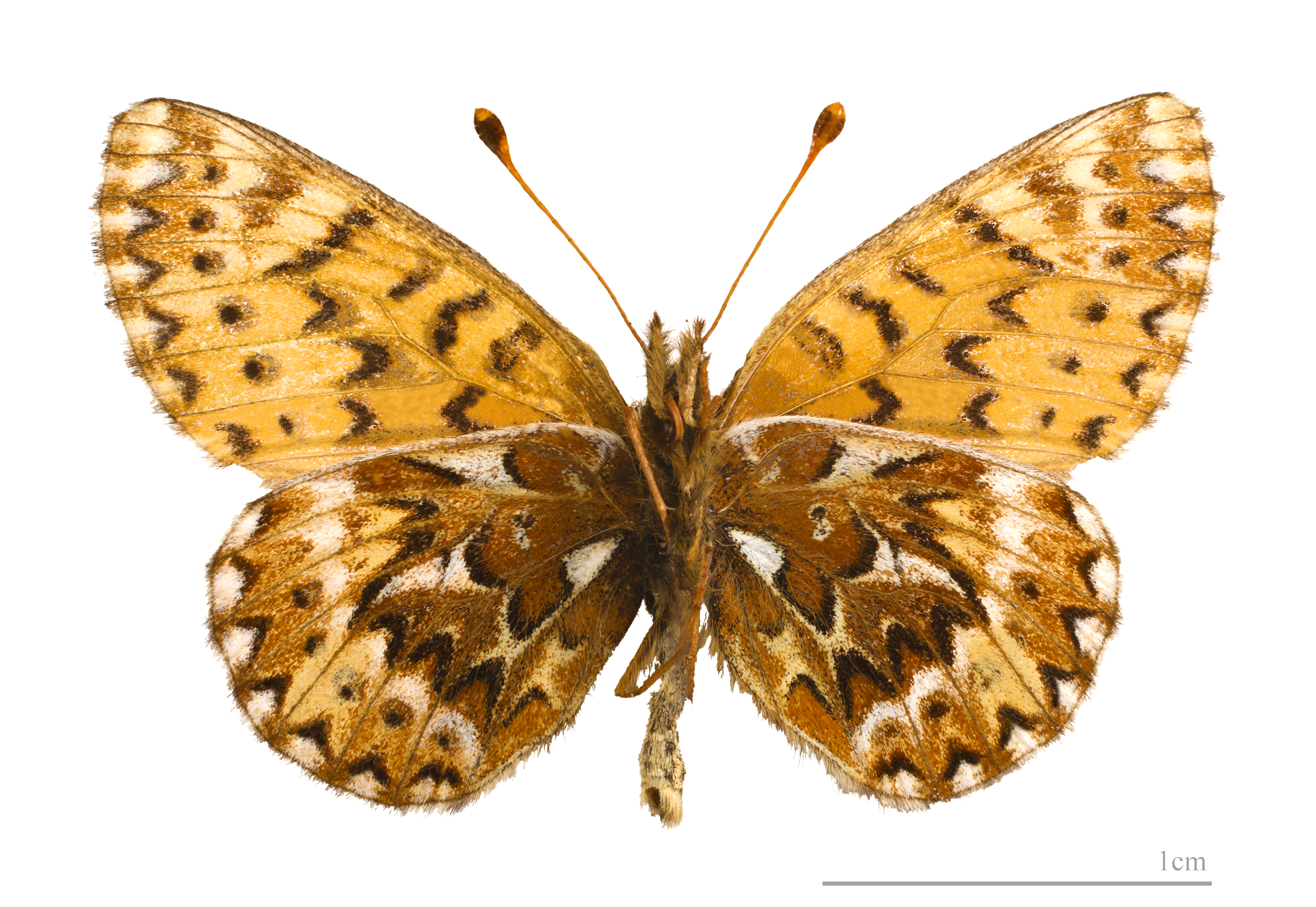
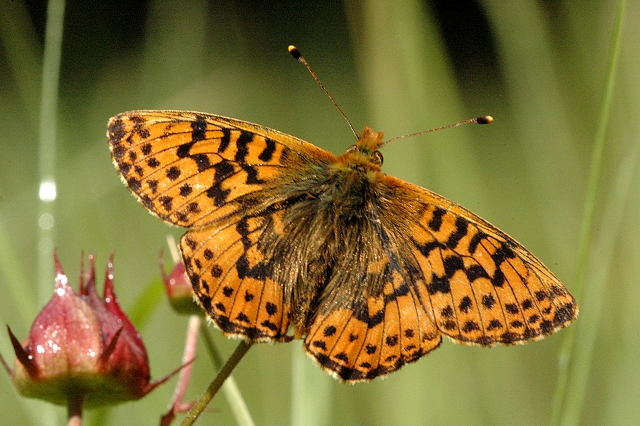
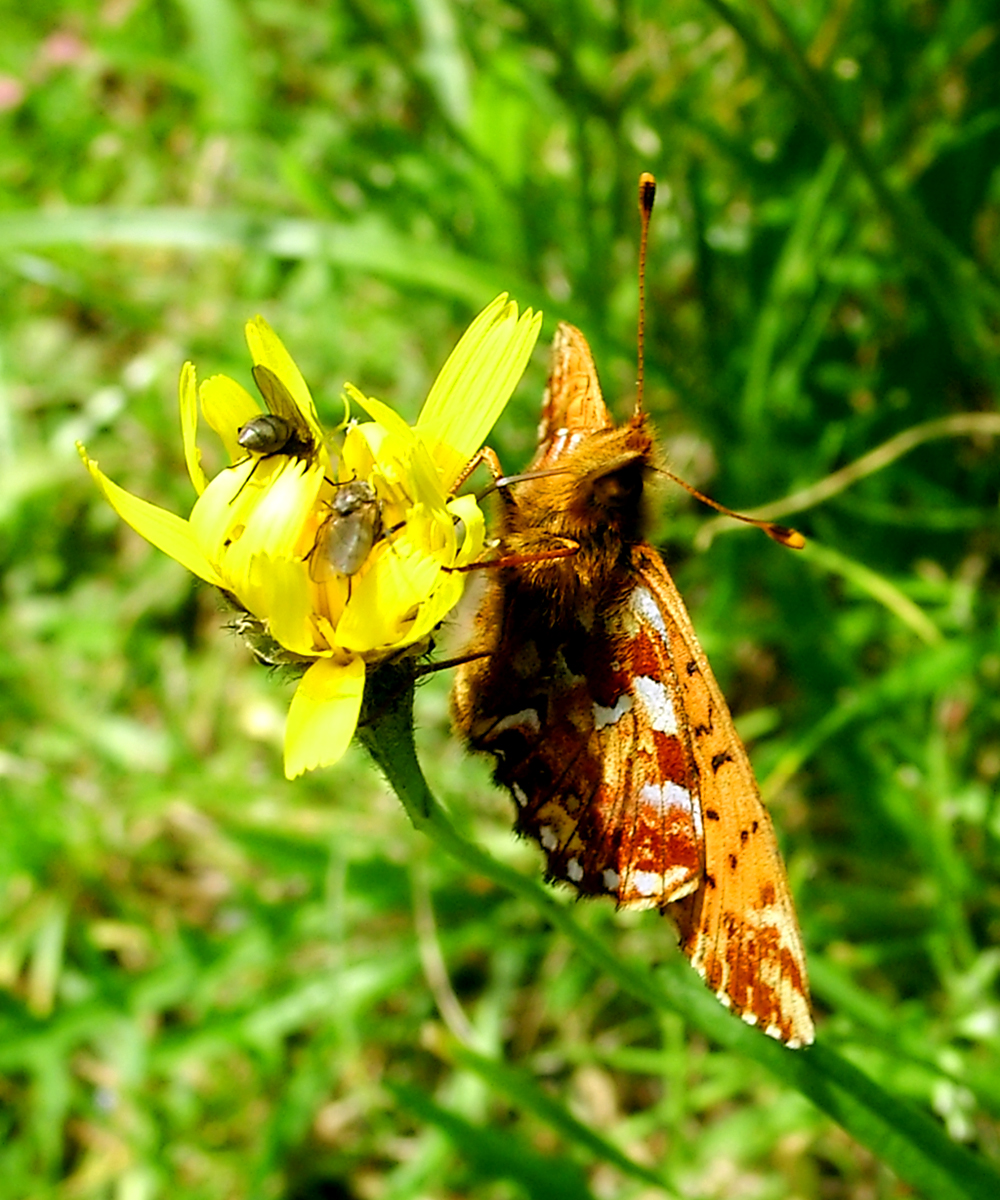

## Dottertaxa tillBoloria, i alfabetisk ordning[1][2]
- Boloria acrocnema
- Boloria alaskensis
- Boloria alba
- Boloria albequina
- Boloria alethea
- Boloria altaica
- Boloria angustipennis
- Boloria aquilonaris
- Boloria argentaea
- Boloria arsilache
- Boloria atrocostalis
- Boloria atroviolacea
- Boloria atroviridans
- Boloria balcanica
- Boloria banghaasi
- Boloria baralacha
- Boloria berolinensis
- Boloria bivittata
- Boloria brogotarus
- Boloria carpathomeridionalis
- Boloria castiliana
- Boloria caucasica
- Boloria chariclea
- Boloria chermocki
- Boloria chibiana
- Boloria conducta
- Boloria conjuncta
- Boloria consuta
- Boloria contempta
- Boloria darjana
- Boloria debrunneata
- Boloria deficiens
- Boloria deflavata
- Boloria dia
- Boloria dilutior
- Boloria dirphya
- Boloria dolomitensis
- Boloria elongata
- Boloria e-nigrum
- Boloria epithore
- Boloria ericiti
- Boloria eunomia
- Boloria eupales
- Boloria euphrasia
- Boloria euphrosyne
- Boloria extenuata
- Boloria extrema
- Boloria fasciata
- Boloria flavescens
- Boloria flavopunctata
- Boloria freija
- Boloria frigga
- Boloria frigida
- Boloria frigidalis
- Boloria furoshonis
- Boloria fuscata
- Boloria futura
- Boloria generator
- Boloria gerda
- Boloria graeca
- Boloria halflantsi
- Boloria halli
- Boloria hannoverana
- Boloria hela
- Boloria higginsi
- Boloria hockacensis
- Boloria hunzaica
- Boloria hyperborea
- Boloria hypoarsilache
- Boloria ignita
- Boloria improba
- Boloria inalpina
- Boloria inducta
- Boloria infraclara
- Boloria infradefasciata
- Boloria infrapallida
- Boloria interligata
- Boloria intermedia
- Boloria isabella
- Boloria isis
- Boloria isisoides
- Boloria juldussica
- Boloria killiasi
- Boloria korla
- Boloria lapponica
- Boloria laterubra
- Boloria latevirida
- Boloria laurentidis
- Boloria lucetia
- Boloria lucida
- Boloria majellensis
- Boloria marginata
- Boloria marilandica
- Boloria marphisa
- Boloria maxima
- Boloria mediofasciata
- Boloria medioitalica
- Boloria medionigrans
- Boloria meinhardi
- Boloria mixta
- Boloria modesta
- Boloria myrina
- Boloria napaea
- Boloria nearctica
- Boloria neopales
- Boloria nigra
- Boloria nigrofasciata
- Boloria nikolajewski
- Boloria nitida
- Boloria nitidarubra
- Boloria novoplesiensis
- Boloria obsoleta
- Boloria onorensis
- Boloria othello
- Boloria padimaxima
- Boloria pales
- Boloria palina
- Boloria palinoida
- Boloria palinoides
- Boloria pallida
- Boloria palustris
- Boloria parvula
- Boloria pennina
- Boloria podhalensis
- Boloria polaris
- Boloria pontica
- Boloria postgentilinea
- Boloria posticeporecta
- Boloria postpadimaxima
- Boloria pseudo-selene
- Boloria punctata
- Boloria pyreneorientalis
- Boloria pyrenesmiscens
- Boloria pyrenesniscens
- Boloria radiata
- Boloria reiffi
- Boloria rinaldus
- Boloria rufina
- Boloria sabaudiensis
- Boloria sabulocollis
- Boloria sachalinensis
- Boloria scandinavica
- Boloria sedykhi
- Boloria selene
- Boloria selenia
- Boloria semicademis
- Boloria semipallida
- Boloria sifanica
- Boloria silene
- Boloria sipora
- Boloria striata
- Boloria subalpina
- Boloria sugitanii
- Boloria tatrensis
- Boloria tatsien-louana
- Boloria tendensis
- Boloria thalia
- Boloria thore
- Boloria titania
- Boloria toulgueti
- Boloria transversa
- Boloria vanescens
- Boloria zehlae